# Mary Cartwright
Mary Cartwright (Aynho, Inglaterra, 17 de diciembre de 1900-Cambridge, 3 de abril de 1998) fue una matemática británica. Junto con J. E. Littlewood, fue la primera en analizar el sistema dinámico con la Teoría del Caos.

## Primeros años y educación
Cartwright nació en Aynho, Northamptonshire, donde su padre, William Digby Cartwright, era vicario. Era descendiente del poeta John Donne a través de su abuela, Jane Holbech,
Desde sus años escolares se sintió atraída por la historia, pero como no le gustaba el método de la época, que consistía en memorizar grandes listas de acontecimientos históricos, no se animó a estudiar esta materia y se decidió por las matemáticas.
Finalizó sus primeros estudios en la escuela Godolphin, en la ciudad de Salisbury (1916-1919). En octubre de 1919 se matriculó en matemáticas en St. Hugh's College (Oxford), graduándose en 1923 con un primer grado de calificación. Fue una de las cinco mujeres que cursaron estos estudios en esta universidad y la primera en lograr altos grados. Paralelamente, realizó una tesis doctoral de los ceros sobre la totalidad de funciones.
Aunque se dedicó a las matemáticas no disminuyó su interés por la historia, su amor por esta materia se reflejó en las biografías de matemáticos que más tarde escribió.
Tras graduarse en 1923, y durante cuatro años, se dedicó a enseñar matemáticas, primero en las escuelas de Alicia Ottley (en Worcester) y después en la escuela de la Abadía de Wycombe en Buckinghamshire.
Cuatro años después decidió volver a la Universidad para doctorarse bajo la dirección de G. H. Hardy. Obtuvo su doctorado en 1930 y consiguió una beca de investigación en la Girton College, en Cambridge. Allí, después de solucionar uno de los problemas planteados por el matemático John Edensor Littlewood, entabló una gran amistad con él. Trabajaron juntos en numerosas ocasiones, por ejemplo en el campo de ecuaciones diferenciales que sirvieron como modelo para el desarrollo de la radio y el radar.

## Carrera

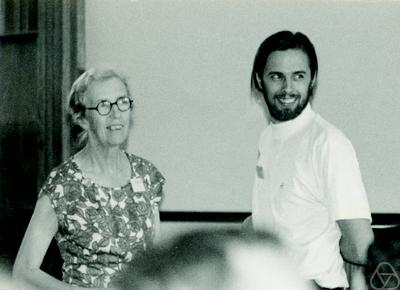
Mary Cartwright y Charles Pugh.

En 1930, Cartwright fue galardonada con el premio de investigación Yarrow Research Fellowship y trabajó en el Girton College, en Cambridge. Su teorema matemático, que ahora se conoce como teorema de Cartwright, da una estimación de la máxima de un módulo de una analítica de la función. Para demostrar su teorema se utiliza un nuevo enfoque, la aplicación de una técnica introducida por Lars Ahlfors para la conformación de las asignaciones. Los métodos que utilizó sirvieron para avanzar mucho sobre su investigación de funciones que darán lugar a fractales. Se puede decir, que con su teorema y sus estudios con Littlewood empieza la teoría del caos.
En 1936 Cartwright fue directora en la Universidad de Girton. El Departamento de Búsqueda Científica e Industrial produjo un memorándum con respecto a ecuaciones diferenciales seguras, que resultó en avances sobre los radares. Por sus aportes, la Sociedad Matemática de Londres se interesó en la membresía de Cartwright.
En vísperas de la Segunda Guerra Mundial, esta colaboración condujo a resultados importantes, como el de tantos colegas científicos de su país.
En 1945 simplificó la prueba de irracionalidad de π. Su versión de la prueba fue publicado en un apéndice por Sir Harold Jeffreys en su libro La Inferencia Científica. En 1947, fue elegida miembro de la Royal Society y, aunque ella no fue la primera mujer en integrarla, fue la primera mujer matemática. El año siguiente se convirtió en miembro de pleno derecho de la Universidad de Cambridge. En 1961 se convirtió en la primera mujer en presidir la Sociedad Matemática de Londres.
También Cartwright fue nombrada Mistress de Girton en 1948, además, obtuvo un Premio Reader por su Teoría de las Funciones, en Cambridge (1959), manteniendo esta mención hasta 1968.
Desde 1959 trabajó como asistente en la teoría de las funciones, cargo que ocupó hasta su jubilación en 1968. Después de su retiro, participó en las obras completas de Hardy e intervino en numerosas universidades de Europa y Estados Unidos, continuando por largo tiempo publicando artículos de investigación.
Falleció a los 97 años de edad, en Cambridge.

## Logros
Fue la primera mujer:
- En recibir la Medalla Sylvester (1963)
- En servir en el Concejo de la Royal Society.
- En ser Presidenta de la Sociedad Matemática de Londres

Recibió la Medalla De Morgan en 1968. Fue elegida miembro Honorario de Royal Society de Edimburgo. En 1969 recibió la distinción para ser honorada por la Reina, ostentando el título de Dama Mary Cartwright, Dama Comandante de la Orden del Imperio Británico.

## Publicaciones
- Funciones integrales (1956)